# Gare de Kryvyi Torets
La gare de Kryvyi Torets est une gare du Réseau ferré de Donestk, elle est située à Chtcherbynivka en Ukraine.

## Situation ferroviaire
Située sur la ligne Kostiantynivka - Iassynouvata, elle se trouve à 10 kilomètres de la gare de Phenol.

## Histoire

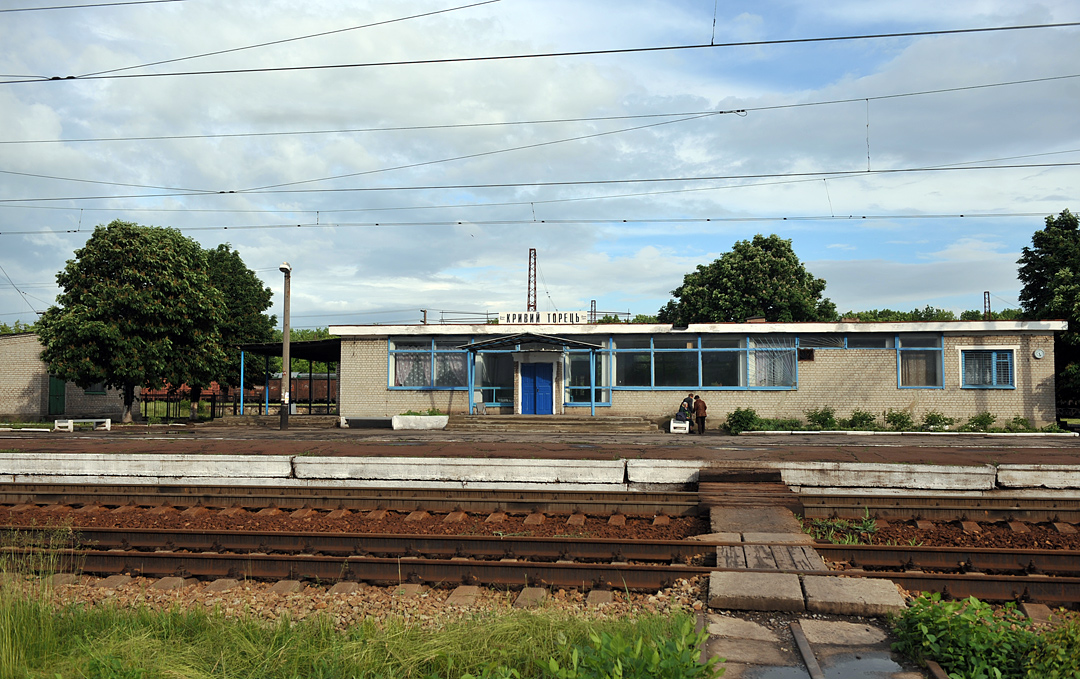
Voies et bâtiment.

Elle ouverte en 1872.